# 국사행위
국사행위(일본어: 国事行為)는 일본국 헌법에서 천황이 국가기관으로 행하는 행위를 말한다. 이러한 국사행위에는 내각의 조언과 승인이 필요하다.

## 헌법에 규정된 국사행위의 종류
구체적으로 국사행위는 일본국 헌법에 규정된 다음의 행위를 말한다.
- 헌법 제6조

1. 천황은 국회의 지명에 기초하여 내각총리대신을 임명한다.
2. 천황은 내각의 지명에 기초하여 최고재판소장관을 임명한다.

- 헌법 제7조

1. 헌법의 개정, 법률, 정령 및 조약을 공포하는 것.
2. 국회를 소집하는 것.
3. 중의원을 해산하는 것.
4. 국회의원의 총선거의 시행을 공시하는 것.
5. 국무대신 및 법률이 정하는 기타 공무원의 임명과 전권위임장 및 대사, 공사의 신임장을 인증하는 것.
6. 대사, 특사, 감형, 형의 집행의 면제 및 복권을 인증하는 것.
7. 영전을 수여하는 것.
8. 비준서 및 법률이 정하는 기타 외교 문서를 인증하는 것.
9. 외국의 대사 및 공사를 접수하는 것.
10. 의식을 행하는 것.

천황이 정신 혹은 신체의 질환 또는 사고(출국에 의한 일본 내에서의 부재도 포함) 등으로 국사행위를 수행할 수 없을 때에는, 국사행위임시대행 또는 섭정이 국사행위를 수행한다.

## 국사행위에 관한 천황의 실질적 권능
일본국 헌법  제4조에서는 “천황은 이 헌법이 정하는 국사에 관한 행위만을 행하며, 국정에 관여하는 권능은 없다.”고 규정하고 있지만, 헌법에서 규정한 국사행위에는 국회의 소집이나 중의원 해산 등 정치적인 기능에 대한것도 있다.
헌법 초안의 심의 과정에서는 이러한 부분에 대해서, 천황의 의사가 정치적 결정에 영향을 미칠 수 있으므로 제4조의 취지를 국사행위 외의 국정에 관한 권능을 가지지 않는다고 해석한 가나모리 도쿠지로 국무대신의 견해도 있었다. 그러나 이러한 해석은 제4조에 비춰볼 때 무리한 것으로, 국사행위를 행하는 경우인지 아닌지를 불문하고 국정에 관한 권능은 가지지 않는다고 해석하는 견해가 지배적이다.

## 천황에 의한 국사행위 수행의 거부
천황은 국정에 관한 권능은 가지지 않는다고 해석되지만, 한편으로는 공무원의 임면이나 인증, 법률·조약·정령의 공포, 외교사절의 접수 등 국사행위에 대해 서명이나 예식의 참가와 같은 구체적인 행동을 취하여 달라고 요구할 때 천황이 거부할 수 있는지의 여부나 거부했을 때에 유발되는 사태에 대해서는 여러 가지 논의가 있다.
천황이 개인적 의사에 근거하여 내각총리대신의 임명을 거부하거나, 법령의 공포문에 서명하는 것을 거부하거나, 또는 외교사절 등이 무례를 범했을 때에는 외교를 포함해 일본의 통치기능이 마비상태에 빠질 가능성이 있다고 지적된다. 이러할 때에 천황에 대하여 소송이나 체포, 혹은 강제로 서명케 하는 등의 강요를 통한 대응은 법령에서 인정받지 못하는 해석이다. 또한 천황은 그러한 거부행위를 하지 않는다고 전제한 성선설의 입장에 서 있으므로, 이론상으로 거부와 같은 사태의 가능성이 있지만 이에 직접적으로 대처할 수 있는 규정은 없다.
이러한 사항에 대하여 내각법제국은 중의원 내각위원회에게 답변한 내용에서,
1. 국사행위에 대한 내각의 조언과 승인에 대해서, 천황은 이를 거부하는 권능이나 바꿀 권능은 없다.
2. 해외 여행은 국사행위에 포함되지 않으므로, 내각의 조언이나 승인에 구속되는 일 없이 이론상 종국적으로는 천황의 의사에 의해서 결정하게 된다.

고 견해를 나타내고 있다. 자세한 내용에 대해서는 제46회 국회·중의원 회의록  을참조
현실적으로는 이러한 거부 가능성이 실현될 경우, 이를 ‘정신의 중대한 질환이 있는 것’으로 해석하여 섭정을 세우는 것이 정부의 해결책으로 간주되고 있다. 하지만 이 또한 섭정의 자격이 있는 대상 황족 전원이 천황과 같은 거부행위를 행할 경우에는 대처의 한계가 있다.

## 내각의 조언과 승인

### ‘조언’과 ‘승인’
국사행위는 일본국 헌법 제3조에서 내각의 조언과 승인에 근거하도록 하고 있으므로, 국사행위에 대한 책임 또한 내각이 진다. 조문상으로는 국사행위 사전의 ‘조언’과 국사행위 사후의 ‘승인’이 필요하다고 하는 견해도 있다. 그러나 양자를 통일적으로 파악해, 조언과 승인은 각각 다른 내각회의에 근거할 필요가 있다고는 해석하지 않는 것이 일반적이며, 실제로도 그렇게 시행되고 있다.

### 실질적 결정권과의 관계
국사행위에 대하여 천황이 국정에 관한 권능을 가지지 않는다고 할 때에 ‘내각의 조언과 승인’은 국사행위와의 관계에서 어떠한 의미를 갖는지, 구체적으로는 ‘내각의 조언과 승인’에 따른다는 것은 국사행위의 실질적 결정권이 내각에 있다고 이해하는지, ‘내각의 조언과 승인’ 자체는 형식적인 것인지가 문제가 된다.
이러한 문제는 국사행위의 실질적 결정권을 가지는 주체에 대해서 국회의 소집이나 중의원 해산등에 대해서는 헌법상에 규정이 없으며, 내각 이외에 실질적인 결정권이 있는 내각총리대신의 지명이나 국무대신의 임명 등에 대해서도 조문상으로는 내각의 조언과 승인에 따르게 되어있기 때문이다.
해석으로는 결정권의 존재가 모호하지만, 중의원 해산에 대해서는 일본국 헌법 제7조에 의거하여 ‘내각에 실질적인 결정권이 있다’는 식으로 운용되고 있다.

## 기타
국회 소집의 예외
국사행위 중 국회의 소집에 대해서, 참의원의 긴급소집에 대해서는 예외로 적용된다.
중의원의 해산
천황의 국사행위에는 중의원의 해산이 명기되어 있다. 이 규정에 근거해 중의원을 해산할 수 있지만, 중의원의 해산은 일본국 헌법 제69조에서 내각불신임 결의의 가결이나 내각신임 결의의 부결에 의해서만 가능하다는 견해가 존재한다. 1948년 12월 23일에 최초로 행해진 중의원의 해산은 제7조와 제69조에 의거했지만, 이후에는 내각불신임 결의의 가결 등에 관련한 것이 아니라 제7조에 근거하여 해산하고 있다.
국회의원의 총선거의 공시
총선거는 공직선거법에서는 중의원 총선거를 가리키며, 참의원 선거는 가리키지 않는다. 그러나 참의원 선거의 공시도 천황의 국사행위로 행해지고 있으므로, 헌법 제7조에서는 총선거를 중의원과 참의원 선거 양측을 모두 지칭하고 있다. 다만 국정선거에서 보궐선거는 공시가 아니라, 각 도도부현의 선거관리위원회의 고시를 통해 실시된다.
국사행위임시대행에 대한 국사행위의 위임과 해제
국사행위임시대행에게 국사에 관한 행위를 위임해 임시로 대행시키는 취지의 칙서를 교부하는 행위와 국사에 관한 행위의 위임을 해제하는 취지의 칙서를 교부하는 일은 천황의 국사행위라고 추정되고 있다.
국사행위 이외의 공적 행위
제6조와 제7조에서 규정한 국사행위 이외에도 공적행위로 인정되는지, 구체적으로는 국회의 개회식에 참석하여 ‘말씀’을 내리는 행위나 외국 원수를 맞는 것(헌법상 국사행위로 규정된 것은 ‘외국의 대사 및 공사를 접수하는 것’) 등에 대해 법적인 위치가 논의되고 있다. 이러한 점에 관해서는 ‘상징으로서의 지위에 근거한 공적 행위’로 용인하는 견해, 제7조 제10호의 ‘의식을 행하는 것’에 해당한다는 견해, 이러한 행위는 인정받지 못한다는 견해등이 나타나고 있다.

## 같이 보기
- 일본의 천황
- 입헌군주제
- 일본국 헌법
- 국사행위임시대행
- 재가 (입헌군주제)